# Brazatortas
Brazatortas település Spanyolországban, Ciudad Real tartományban. Brazatortas Almodóvar del Campo, Puertollano, Cabezarrubias del Puerto, Fuencaliente, Cardeña és Conquista községekkel határos. Lakosainak száma 1001 fő (2024).

## Népesség
A település népessége az elmúlt években az alábbi módon változott:
| Lakosok száma | 1224 | 1143 | 1121 | 1143 | 1117 | 1037 | 1033 | 1005 | 1002 | 1001 |
|               | 2001 | 2004 | 2006 | 2009 | 2011 | 2014 | 2016 | 2019 | 2021 | 2024 |